# ترابط بشري
الترابط البشري (بالإنجليزية: Human bonding) هو عملية تطوير العلاقات وثيقة بين الأشخاص. وعادة ما تحدث بين أفراد العائلة أو الأصدقاء، ولكن يمكن أيضا أن تتطور بين المجموعات، مثل الفرق الرياضية حيث يقضي الأشخاص المزيد من الوقت معا. والترابط هو عملية تفاعلية متبادلة، تختلف عن الإعجاب المتبادل.
الترابط يشير عادة إلى عملية التعلق التي تتطور في الشراكة الرومانسية، والأصدقاء المقربين، أو الآباء والأمهات والأطفال، وتتميز هذه الرابطة بالعواطف مثل المودة والثقة. وأي اثنين من الأشخاص يقضون وقتا معا يتشكل بينهم نوع من الترابط. ويشير الترابط الذكوري إلى إقامة علاقات بين الرجال من خلال الأنشطة المشتركة التي كثيرا ما تستبعد الإناث. ويشير مصطلح الترابط النسائي إلى تكوين علاقات شخصية وثيقة بين النساء.

## وجهات النظر المبكرة
في القرن الرابع قبل الميلاد، قال الفيلسوف اليوناني أفلاطون أن الحب يوجّه روابط المجتمع البشري. وفي ندوة أفلاطون، نص إريكسيماشوس على (Eryximachus) أن الحب يذهب أبعد من مجرد الانجذب البسيط لجمال الإنسان، وذكر أنه يحدث في جميع أنحاء الممالك الحيوانية والنباتية، وكذلك في جميع أنحاء الكون. الحب يوجه كل ما يحدث، في مجال الآلهة وكذلك من البشر.
ويخلص أفلاطون إلى أن أعلى شكل من أشكال الحب هو أكبره. فعندما يكون الحب «موجها، باعتدال وعدالة، نحو الخير، سواء في السماء أو الأرض تكون السعادة وحسن الحظ، وروابط المجتمع البشري، والاتفاق مع الآلهة من بين هدايا الله».
في الستينيات من القرن السادس عشر، كتب الفيلسوف الهولندي باروخ سبينوزا في كتابه «أخلاقيات العبودية البشرية» أو «قوة العواطف»، أن مصطلح العبودية يتعلق بالعجز البشري في الإشراف على المشاعر والتحقق منها. ولذلك فـ«عندما يكون الرجل فريسة لعواطفه، فهو ليس سيد نفسه، ولكن يقع تحت رحمة الحظ».

## ترابط الأزواج
نشأت مصطلح ترابط الأزواج عام 1940 بالإشارة إلى أزواج الطيور المتزاوجة؛ مشيرا إلى علاقة أحادية ولو نسبيا. في حين أن أحد أشكال الزواج الأحادي قد يميز حوالي 90٪ من أنواع الطيور. ويندر الاقتران على المدى الطويل في الثديات (في حوالي 3٪) انظر الزواج الأحادي في الحيوان). كما أن نسبة الزواج الأحادي في أنواع الرئيسيات منخفضة على النقيض من النمط الأكثر شيوعا وهو تعدد الزوجات. ومع ذلك وبغض النظر عن أنماط التزاوج فإن حياة الرئيسيات تتميز عادة بعلاقات اجتماعية طويلة الأمد (سواء كانت جنسية أو رعاية أو تحالف أو غير ذلك) تشكلت في سياق العيش في مجموعات اجتماعية دائمة (سواء كانت حصرية أم لا) تتميز بدرجة من الترابط. وبالمثل، فإن «طبيعة» الزواج الأحادي في البشر يشكك فيها، وعادة ما تكون العلاقات الأحادية أو متعددة مصحوبة بالارتباط العاطفي.

### رباط العشق
وفقا لنظرية العشق التي تم طرحها في عام 1979 من قبل عالم النفس دوروثي تينوف، فقد تذهب نسبة معينة من الأزواج من خلال ما يسمى برد فعل العشق، والذي يكون فيه أحد أو كلا الزوجين يواجه حالة من العاطفة المختلطة بالتفكير التدخلي المستمر، والخوف من الرفض، والأمل. وبالتالي، فمع جميع العلاقات الرومانسية البشرية، هناك واحدة من ثلاثة أصناف من الروابط قد تتشكل على مدى فترة محددة من الزمن، فيما يتعلق بتجربة أو عدم تجربة العشق:
- الرباط العاطفي: يحدد العلاقات التي لا يكون فيها أي من الشريكين في حالة عشق.
- رباط العاشق - غير العاشق: ويحدد العلاقات التي يكون فيها شريك واحد واقع في العشق.
- رباط العاشق - العاشق: ويحدد العلاقات التي يكون فيها كلا الشريكين واقعان في العشق.

قد يختلف دستور هذه الروابط على مدى مسار العلاقة بشكل قد يؤدي إلى زيادة أو تقليل العشق (شدة التقارب).

## الترابط بين الأبناء والآباء

### التعلق

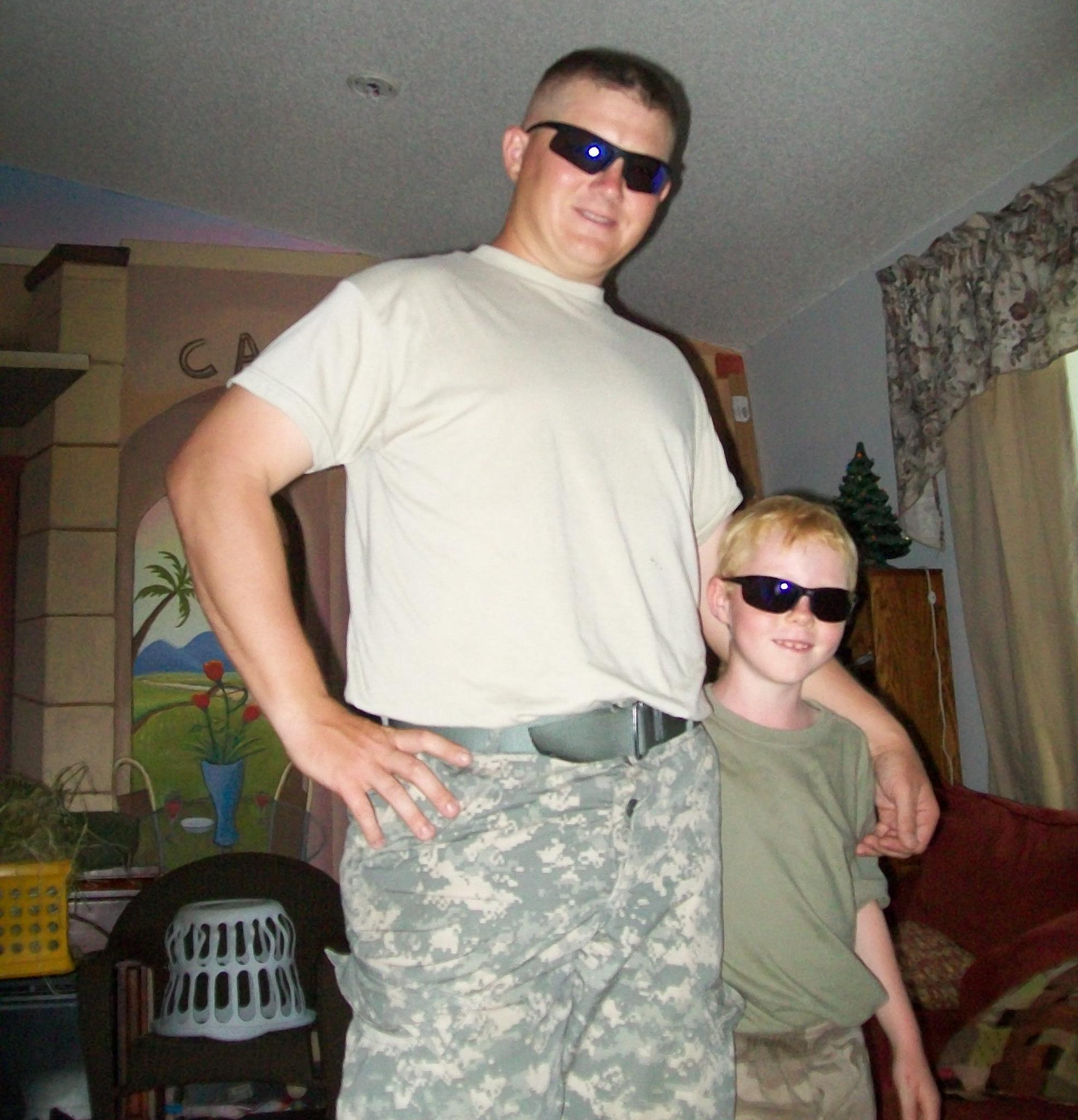
غالبا ما تساعد الروابط الأبوية الأطفال على تشكيل هويتهم

في عام 1958، نشر عالم النفس التنموي البريطاني جون بولبي ورقة بحث «طبيعة تعلق الطفل بأمه»، والتي ساهمت في تطوير المفاهيم التمهيدية لنظرية التعلق. وشمل ذلك تطوير مفهوم الترابط العاطفي، الذي يشار إليه أحيانا باسم الرابطة العاطفية، والتي تقوم على أساسي الميل العالمي للبشر نحو التعلق، أي السعي إلى التقارب مع شخص آخر والشعور بالأمان عند وجود هذا الشخص. ولنظرية التعلق بعض الأصول الناتجة من الملاحظات والتجارب في الحيوانات، ولكن أيضا من ملاحظات الأطفال الذين حرموا من مقدمي الرعاية. وقد أجرى جون بولبي وشركاؤه الكثير من الأبحاث المبكرة حول التعلق بالبشر. اقترح بولبي أن الأطفال لديهم حاجة في ثناياهم منذ الولادة لإقامة روابط عاطفية، لأنها تزيد من فرص البقاء على قيد الحياة من خلال ضمان حصولهم على الرعاية التي يحتاجونها. ولم يصف بولبي التبادل في التعلق. وقال إن التعلق من قبل الأم كان انقلابا مرضيا ووصف سلوكيات الرضيع فقط. وقام العديد من المتخصصين بتطوير ملاحظات بولبي الأخلاقية.

### رابطة الأمومة
من بين جميع الروابط البشرية، تعتبر رابطة الأمومة (علاقة الأم والرضيع) واحدة من أقوى الروابط. تبدأ الرابطة الأمومية في التطور خلال فترة الحمل، بعد الحمل يتم إنتاج الأوكسيتوسين أثناء الرضاعة مما يزيد النشاط اللاودي، وبالتالي تقليل القلق وتعزيز الترابط. ومن المفهوم عموما أن دوران الأوكسيتوسين يمكن فيه تهيئة بعض الثدييات لإظهار سلوك تقديم الرعاية والاستجابة لصغارها.
وقد تم الإبلاغ عن أن الرضاعة الطبيعية تعزيز ترابط الأمومة بعد الولادة في وقت مبكر، عن طريق اللمس والاستجابة المتبادلة.

### رابطة الأبوة
على النقيض من رابطة الأمومة، تميل رابطة الأبوة إلى الاختلاف على مدى تطور الطفل من حيث القوة والاستقرار. والواقع أن العديد من الأطفال يكبرون الآن في أسر لا يملكون فيها أب ولا يعاينون أي علاقة أبوية على الإطلاق. وبشكل عام فإن الترابط الأبوي أكثر مهيمنة في وقت لاحق من حياة الطفل بعد تطور اللغة. قد يكون الآباء أكثر تأثيرا في تفاعلات اللعب بدلا من تفاعلات الرعاية. ويميل ترابط الأب والطفل أيضا إلى التطور فيما يتعلق بمواضيع مثل الآراء السياسية أو الأموال، في حين أن روابط الأم والطفل تميل إلى التطور فيما يتعلق بمواضيع مثل الآراء الدينية أو النظرة العامة للحياة.
في عام 2003، وجد باحث من جامعة نورث وسترن في إلينوي أن هرمون البروجسترون، وهو هرمون عادة ما يكون أكثر ارتباطا بالحمل وترابط الأم بالطفل، قد يسيطر هذا الهرمون أيضا على طريقة تفاعل الرجال تجاه أطفالهم. على وجه التحديد، وجدوا أن نقص البروجسترون قد خفض من السلوك العدواني في ذكور الفئران وحفزهم على التصرف بطريقة أبوية نحو ذريتهم.